# Chlaenius circumscriptus
Chlaenius circumscriptus là một loài bọ chân chạy bản địa ở Cổ Bắc giới, Cận Đông và Bắc Phi.

## Phân bố
Loài này phân bố ở hầu hết các vùng ở Châu Âu, Trung Á và Trung Đông (cụ thể là: Albania, Armenia, Bosnia và Herzegovina, Bulgaria, Croatia, Ai Cập, Pháp, Gruzia, Hy Lạp, Hungary, Israel, Ý, Jordan, Kazakhstan, Bồ Đào Nha, Romania, Nga, Slovakia, Tây Ban Nha, Tajikistan, Turkmenistan, Thổ Nhĩ Kỳ, Ukraina, và Uzbekistan.)

## Mô tả
Bọ trưởng thành có màu xanh biển óng kim loại với ánh tím, với viền vàng cam nổi bật trên elytra và chủ yếu là chân và râu màu vàng. Thân dài 18 đến 22,5 mm (0,7 đến 0,9 in).
Ấu trùng đạt chiều dài cơ thể lên đến 20 mm, chúng có màu trắng hoặc vàng với các mảng màu đen và cam. Giống như nhiều ấu trùng bọ cánh cứng khác, chúng dài ra với hai phần mở rộng (Urogomphi) ở phần cuối phía sau. Chúng có các hàm dưới dạng móc kép đặc trưng. Ấu trùng chỉ ăn động vật lưỡng cư, chúng dụ động vật lưỡng cư bằng cách thực hiện các chuyển động giống như con mồi. Ấu trùng thường có thể trốn tránh đòn tấn công đầu tiên của động vật lưỡng cư bằng cách cảnh giác và sau đó tấn công lại ngay lập tức. Khi động vật lưỡng cư đang ở gần, chúng bám chặt bằng các hàm dưới của mình, chúng hút dịch cơ thể của vật chủ mới và tiến tới nhai da và ăn các mô của nạn nhân. Cuối cùng chúng có thể giết chết vật chủ. Ngay cả khi chúng được đưa vào miệng động vật lưỡng cư ở lần tấn công đầu tiên, chúng vẫn có thể sống sót; Một con ếch non dường như đã phát hiện ra ấu trùng mà nó bắt được một cách khó chịu, không thể nhổ nó ra, nuốt chửng nó, chỉ vài giờ sau nó mới ọc ra, dính đầy chất nhầy nhưng dường như không hề hấn gì. Khi ấu trùng lột xác, chúng rời khỏi vật chủ và cần tìm một con mới. Bọ trưởng thành là những kẻ ăn tạp, chúng có thể ăn những loài lưỡng cư lớn hơn nhiều so với chúng.